# Ontologia fondamentale
Si parla di ontologia fondamentale o primitiva per riferirsi a un'ontologia che ha come obiettivo quello di descrivere "ciò che esiste" secondo un insieme di entità ritenuto non ulteriormente ascrivibile ad altri insiemi di entità, e per mezzo del quale poter dare una descrizione esaustiva e completa di ogni altra realtà. In un certo senso l'obiettivo di ogni ontologia descrittiva (di tipo oggettivistico) è proprio quello di riuscire a individuare entità fondamentali e darne una descrizione esauriente: ne consegue che è implicita in ogni ontologia una pretesa di fondamentalità. Pertanto il termine "ontologia fondamentale" è a rigore ridondante semanticamente.

## Problematicità di una definizione
Tuttavia l'adesione a una determinata ontologia è allo stesso tempo strettamente legata al quadro generale metafisico o scientifico al quale si aderisce, che dipende naturalmente dall'orientamento filosofico prescelto. Ne consegue che proporre una qualche "ontologia fondamentale", anche su basi scientifiche, è una scelta discutibile da un punto di vista generale filosofico, oltre che epistemologico (non possiamo ad esempio mai essere sicuri, in un'ontologia fondazionale di tipo fisicalistico, se gli enti teorizzati siano davvero fondamentali; a rigore non possiamo nemmeno essere sicuri che una tale pretesa sia destinata a essere soddisfatta, se non nel presente in un futuro più o meno prossimo). In ogni caso, nessuna ontologia fondamentale è universalmente accettata da tutte le impostazioni filosofiche e i diversi approcci conoscitivi.

## Storia
Tra i presocratici ad esempio la ricerca degli elementi fondamentali del cosmo (archè) fu l'ambito dominante delle loro riflessioni (aria, fuoco, àpeiron, ecc). Gli aristotelici individuarono in seguito quattro elementi fondamentali (terra, acqua, aria e fuoco). Un'eco di tali impostazioni è individuabile ancora nella scienza ottocentesca che riconosce nella tavola periodica ciò che oggi potremmo chiamare un'ontologia fondamentale su basi chimico-fisiche.

## Ontologia fondamentale (fisica)
All'interno della comunità dei fisici che si occupano di questioni fondazionali, le due impostazioni ontologiche più comuni sono il riduzionismo, sostenuto per lo più dai fisici delle particelle, e l'anti-riduzionismo, per lo più sostenuto dai fisici dello stato solido e dai teorici del caos.
La posizione riduzionista sostiene che sia possibile comprendere l'universo solo esaminandone le componenti più fondamentali e le relative interazioni (tale ontologia è dunque un'ontologia di parti e relazioni), derivandone una fondazione generale delle conoscenze della natura e dell'universo intero.
Le posizioni anti-riduzioniste sostengono invece che le collezioni di oggetti talvolta seguono comportamenti che sono indipendenti dagli oggetti stessi che le costituiscono. Perciò è scorretto pensare che gli oggetti siano in assoluto più importanti delle collezioni di oggetti.
Alcuni anti-riduzionisti sono interessati al cosiddetto 'pregiudizio cognitivo', in particolare agli effetti dell'osservatore sull'osservato, e sostengono che un'ontologia dovrebbe essere composta da operazioni di inclusione ed esclusione, piuttosto che da oggetti inclusi ed esclusi.
Recentemente si è sviluppata, specialmente nei paesi anglo-sassoni, una nuova disciplina che cerca di coniugare fisica e filosofia, la "filosofia della fisica". In tali ambiti di ricerche scienziati e filosofi collaborano attivamente in ricerche al confine tra questioni fondazionali in fisica e aspetti più propriamente filosofici (metafisici, ontologici, logici, epistemologici).

## Ontologia fondamentale (informatica)
Nel gergo informatico, una ontologia fondamentale o ontologia superiore è una gerarchia di entità simboliche (0;1) e regole associate (teoremi e regolazioni) che tenta di descrivere quelle entità generali che non appartengono a uno specifico dominio di un problema, ma che servono a calcolarne gli effetti. Vedere ontologia (informatica) per una descrizione più dettagliata con esempi.

## Ontologia fondamentale (matematica)
Nella filosofia della matematica una ontologia fondamentale è una ontologia nel senso filosofico formale che si ritiene abbia un ruolo nei fondamenti della matematica. Particolarmente rilevante il ruolo dell'ontologia platonica in alcune teorie del realismo nella matematica. Hilary Putnam fece una distinzione nel 1975, argomentando che si può credere in una filosofia realista dei fondamenti della matematica senza accettare anche l'ontologia di Platone o la sua geometria sacra: perciò le definizioni "platonismo" e "realismo" non sono da ritenersi equivalenti.